# Robert Hugues-Lambert

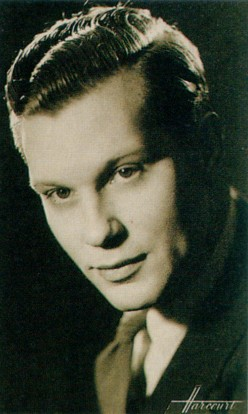
Robert Hugues-Lambert

Robert Hugues-Lambert (* 1. April 1908 in Paris; † 7. März 1945 in KZ Flossenbürg) war ein französischer Schauspieler und NS-Opfer.

## Leben
Hugues-Lambert hatte bereits Bühnenerfahrungen gesammelt, als man ihm 1942 die Titelrolle des 1936 bei einem Flugzeugabsturz ums Leben gekommenen Fliegers und Luftfahrtpionier Jean Mermoz in dem gleichnamigen Kinodrama anbot. Es handelt sich dabei um eine Film-Biographie über den Begründer und Organisator der Luftpost in Südamerika und ersten Piloten, der die Anden überflog. Es sollte Hugues-Lamberts einzige Leinwandproduktion bleiben. 
Kurz vor Ende der Dreharbeiten wurde er von der Gestapo in einer Pariser Bar, einem bekannten Treff von Pariser Homosexuellen, verhaftet und über Compiègne-Royallieu in das Durchgangslager Drancy verbracht. Seine Rolle übernahm der Hugues-Lambert leidlich ähnlich sehende Kollege Henri Vidal, der zumeist von hinten und aus der Ferne abgelichtet wurde. Um Vidals verbleibenden Rollentext mit der Stimme Hugues-Lamberts zu versehen, unternahm der Produzent des Films, André Tranché, diverse Versuche zu dem bei Paris internierten Schauspielers mittels Bestechung eines Aufsehers vorzudringen. Zwar konnte man Hugues-Lambert nicht freibekommen, er sprach jedoch seinen verbleibenden Text in das Mikrofon des mitgekommenen Tontechnikers, und der Film, der am 3. November 1943 in Paris anlief, konnte somit doch noch fertiggestellt werden. 
Hugues-Lambert selbst blieb noch einige Zeit in Frankreich und wurde erst wenige Wochen vor der Uraufführung von Mermoz nach Deutschland deportiert – am 18. September 1943 in das KZ Buchenwald und von dort am 28. November 1944 ins KZ Flossenbürg. Dort entsandte man den Häftling Nr. 39317 zeitweilig in das Außenlager Königstein, das sogenannte Kommando Rathen Schwalbe, wo er unter Tage Schwerstarbeit in Raffinerieanlagen zur Herstellung von synthetischem Treibstoff verrichten musste. Völlig entkräftet kehrte der bald als arbeitsunfähig eingestufte Franzose am 27. Februar 1945 nach Flossenbürg zurück, wo er gut eine Woche darauf verstarb.
Auszüge des tragisch verlaufenen Lebens dieses Schauspielers standen im Mittelpunkt des 1998 aufgeführten Films Le plus beau pays du monde, einem französisch-deutsch-schweizerischen Doku-Drama mit satirischen Untertönen aus der Hand des Regisseurs Marcel Bluwal.